# Yapoma chone
Yapoma chone är en fjärilsart som beskrevs av Frederick H. Rindge 1986. Yapoma chone ingår i släktet Yapoma och familjen mätare. Inga underarter finns listade i Catalogue of Life.